# Gazownia w Wałbrzychu
Gazownia w Wałbrzychu (daw. Gaswerke Waldenburg, Schlesien Fern Gas AG, Dalgaz) – rejon gazowniczy, mieszczący się w Wałbrzychu przy ulicy Tadeusza Kościuszki 1. Stanowi rejon gazowniczy Polskiej Spółki Gazownictwa sp. z o.o.

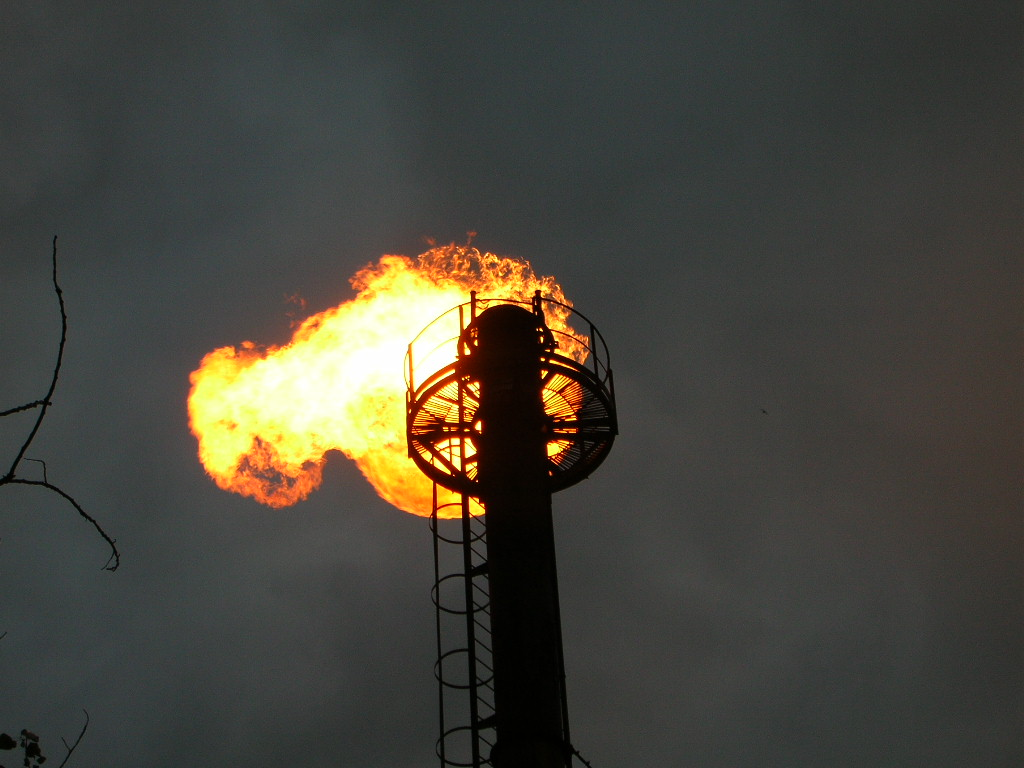
Palnik Koksowni Victoria w Wałbrzychu. Widoczny płomień gazowy

## Historia
W 1776 roku w okolicy Wałbrzycha po raz pierwszy w Europie dokonano koksowania węgla. W wałbrzyskich koksowniach rozpoczęto też produkcję gazu koksowniczego. Odegrało to ważną rolę w historii Wałbrzycha oraz Dolnego Śląska, jak i całej Europy. Dokonał tego nadleśniczy rodu Hochbergów z zamku Książ J.Ch. Heller.
W 1799 roku wytwarzano już 140 tysięcy szaflików gazu koksowniczego z istniejących koksowni wałbrzyskich, które istniały przy czterech kopalniach. Na skalę przemysłową zaczęto produkować gaz miejski w 1850 roku. Pierwszą wałbrzyską gazownię dalekosiężną oddano do użytku w 1863 roku. Prawdopodobnie znajdowała się przy obecnej ulicy Dojazdowej, dawniejszej części ulicy Józefa Lewartowskiego (Cochiusstraße).
W 1886 roku powstały koksownie Bolesław Chrobry przy Kopalni Bolesław Chrobry, mieszczącej się przy ulicy Ludwika Beethovena i koksownia Victoria, działająca do dzisiejszego dnia jako Wałbrzyskie Zakłady Koksownicze „Victoria”, mieszcząca się przy ulicy Kosteckiego przy nieistniejącej Kopalni Victoria. W 1905 roku koksownia Mieszko powstała przy Kopalni Mieszko, znajdującej się przy ulicy Górniczej, czwarta koksownia powstała w 1906 na Białym Kamieniu. Niedługo po tym wałbrzyski gaz koksowniczy wykorzystywano w przemyśle ceramicznym i szklarskim, co zwiększyło zapotrzebowanie na gaz ziemny.
W 1911 roku po uruchomieniu koksowni na Białym Kamieniu przy ulicy Antka Kochanka gaz koksowniczy z Wałbrzycha był przesyłany do Jeleniej Góry i okolic oraz do Świdnicy. Przed II wojną światową w 1935 roku z istniejących dwóch miejskich spółek gazowych utworzono jedną spółkę gazową pod firmą Schlesien Fern Gas AG; w tym czasie gaz koksowniczy z Wałbrzycha przesyłano do Wrocławia, przy okazji zaopatrując wiele miejscowości po drodze. W 1940 roku przy obecnej ulicy Dojazdowej, a dawniejszej części ulicy Józefa Lewartowskiego, wybudowano nowoczesną tłocznię gazu wraz z całą infrastrukturą potrzebną do oczyszczania gazu koksowniczego. Po wybudowaniu nowej tłoczni wałbrzyski gaz koksowniczy docierał już do Zgorzelca i Brzegu oraz okolic Drezna.
W połowie lat 70. XX wieku dotarł gaz ziemny zaazotowany ze złóż znajdujących się na terenie Wielkopolski. W 1996 roku zrezygnowano z gazu koksowniczego, a zastąpił go gaz ziemny wysokometanowy.